# Ann Marynissen
Ann Marynissen (Turnhout, 1963) is een Belgische taalkundige. Ze is hoogleraar in de Nederlandse taalkunde aan de Universiteit van Keulen. Haar onderzoekszwaartepunten zijn de geschiedenis van het Nederlands en Nederlandse naamkunde, i.c. familienamengeografie.
Ze is gehuwd en heeft drie kinderen.

## Opleiding
- Licentiaat Germaanse Filologie, K.U. Leuven, 1985
- Aggregatie H.S.O., K.U. Leuven, 1985
- Computerlinguïstiek, K.U. Leuven, 1986
- Promotie Germaanse Taal- en Letterkunde, K.U. Leuven, 1993

## Loopbaan
Na haar studies werd Marynissen van 1986 tot 1993 assistent aan de K.U. Leuven. Van 1993 tot 1996 was ze er postdoctoraal onderzoeker.
In 1996 werd ze docent Nederlandse taalkunde aan de Universiteit van Keulen, waar ze tot 2002 bleef. Van 2003 tot 2005 was ze docent Middelnederlandse en historische taalkunde aan de Vrije Universiteit Amsterdam. In 2005 keerde ze terug naar de Universiteit van Keulen en werd er hoogleraar Nederlandse taalkunde.

## Activiteiten
De onderzoekszwaartepunten van Marynissen zijn geschiedenis van het Nederlands en Nederlandse naamkunde, i.c. familienamengeografie. Ze werkt aan een atlas van de familienamen in België en Nederland zie: http://familienamen.eu/atlas/start.
- Ze was van 1994 tot 2010 redactiesecretaris van Naamkunde, tijdschrift voor naamkunde in het Nederlandse taalgebied
- Ze is lid van de Koninklijke Commissie voor Toponymie en Dialectologie te Brussel sedert 1996
- Eveneens sinds 1996 is ze lid van de Maatschappij der Nederlandse Letterkunde te Leiden
- Ze is lid van de Koninklijke Academie voor Nederlandse Taal & Letteren te Gent sinds 2009

## Publicaties
- De flexie van het substantief in het 13e-eeuwse ambtelijke Middelnederlands. Een taalgeografische studie., Ann Marynissen, 1996. Belgisch Interuniversitair Centrum voor Neerlandistiek, "Studies op het gebied van de Nederlandse Taalkunde" nr. 2, Uitgeverij Peeters, Leuven, 487 p.
- Het dialectenboek 6. Van de streek. De weerspiegeling van dialecten in familienamen., V. De Tier & A. Marynissen, met medewerking van H. Brok (red.), 2001. Groesbeek: Stichting Nederlandse Dialecten, 416 p.
- Het Nederlands vroeger en nu., Guy Janssens en Ann Marynissen, 2011, Uitgeverij Acco, Leuven, derde druk, 267 p.
- Het Narrenschip in de Lage Landen, Theo Janssen en Ann Marynissen, 2018, Leuven University Press